# باول سيغفريد
باول سيغفريد (بالإنجليزية: Paul Siegfried)‏ هو محامي أمريكي، ولد في 1948.